# بينالي

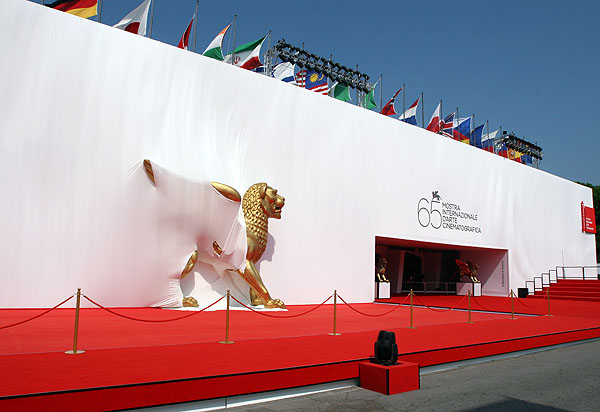
مهرجان البندقية السينمائي الدولي هو جزء من بينالي البندقية. يُمنح جائزة الأسد الذهبي الشهير لأفضل فيلم يتم عرضه في المنافسة.

في عالم الفن، يُعدّ البينالي (بالإيطالية: biennial)‏ كلمة إيطالية تعني "كل سنتين" أو "كل عامين"، ويعتبر معرضًا دوليًا واسع النطاق للفن المعاصر. أصبح المصطلح شائعًا بفضل بينالي البندقية، الذي أقيم لأول مرة في عام 1895، ولكن مفهوم حدث بهذا الحجم وبتوجه دولي مقصود يعود على الأقل إلى المعرض الكبير في لندن عام 1851.
على الرغم من أن المصطلح يُستخدم عادة للإشارة إلى المهرجانات أو المعارض الفنية التي تقام كل عامين، إلا أنه لا يُستخدم دائمًا بشكل صارم. فمنذ التسعينيات، استخدم مصطلحي بينالي للإشارة إلى المعارض الدولية واسعة النطاق للفن المعاصر التي تُقام على فترات منتظمة (دوكومنتا تُقام كل خمس سنوات، ومشروع النحت في مونستر [الإنجليزية] كل عشر سنوات).
كما اشتقت لاحقة المصطلح لفعاليات إبداعية أخرى، مثل "برلينالي" (بالإنجليزية: Berlinale)‏ لمهرجان مهرجان برلين السينمائي الدولي و"فيينالي" لمهرجان فيينا السينمائي الدولي [الإنجليزية]، وكلاهما يُقام سنويًا.